# Гватемала на летних Олимпийских играх 1992
Гватемала принимала участие в Летних Олимпийских играх 1992 года в Барселоне в восьмой раз в истории, но не завоевала ни одной медали. Делегация состояла из 14 спортсменов (12 мужчин и 2 женщины).

## Результаты

### Бокс
Спортсменов — 2
Весовая категория до 54 кг
- Маньо Руис:
  - Первый раунд:  Джозеп Чонго 3—5

Весовая категория до 60 кг
- Маурисио Авила:
  - Первый раунд: автоматическая квалификация
  - Второй раунд:  Намжилын Баярсайхан 0—5

### Борьба
Спортсменов — 1
Участник: Минор Рамирес

### Гимнастика
Спортсменов — 1
Женщины
| Спортсмен          | Дисциплина         | Место |
| ------------------ | ------------------ | ----- |
| Луиза Портокарреро | многоборье         | 18    |
| Луиза Портокарреро | вольные упражнения | 28    |
| Луиза Портокарреро | опорный прыжок     | 32    |
| Луиза Портокарреро | брусья             | 37    |
| Луиза Портокарреро | бревно             | 13    |

### Плавание
Спортсменов — 5
Мужчины
| Спортсмен                                                  | Дисциплина                | Место |
| ---------------------------------------------------------- | ------------------------- | ----- |
| Андрес Седано                                              | 50 м в/с                  | 60    |
| Густаво Букаро                                             | 50 м в/с                  | 63    |
| Эльдер Торрес                                              | 100 м в/с                 | 61    |
| Густаво Букаро                                             | 100 м в/с                 | 58    |
| Эльдер Торрес                                              | 200 м в/с                 | 44    |
| Густаво Букаро                                             | 200 м в/с                 | 40    |
| Эльдер Торрес                                              | 400 м в/с                 | 44    |
| Густаво Букаро                                             | 400 м в/с                 | 40    |
| Эльдер Торрес                                              | 1500 м в/с                | 29    |
| Эльдер Торрес Андрес Седано Роберто Бонилья Густаво Букаро | эстафета 4×100 м в/с      | 17    |
| Эльдер Торрес Андрес Седано Роберто Бонилья Густаво Букаро | эстафета 4×200 м в/с      | 17    |
| Роберто Бонилья                                            | 100 м брасс               | 49    |
| Роберто Бонилья                                            | 200 м брасс               | 43    |
| Роберто Бонилья                                            | 200 м комплекс            | DNF   |
| Роберто Бонилья                                            | 400 м комплекс            | 31    |
| Густаво Букаро                                             | 100 м баттерфляй          | 57    |
| Роберто Бонилья Эльдер Торрес Густаво Букаро Андрес Седано | эстафета 4×200 м комплекс | 22    |

Женщины
| Спортсмен      | Дисциплина       | Место |
| -------------- | ---------------- | ----- |
| Бланка Моралес | 100 м баттерфляй | 41    |
| Бланка Моралес | 200 м баттерфляй | 28    |

### Современное пятиборье
Спортсменов — 1
Мужчины
| Спортсмен     | Место |
| ------------- | ----- |
| Серхио Санчес | 47    |

### Стрельба
Спортсменов — 3
| Спортсмен                | Дисциплина             | Место |
| ------------------------ | ---------------------- | ----- |
| Хулио Сандоваль          | подвижная мишень, 10 м | 17    |
| Кристиан Бермудес        | подвижная мишень, 10 м | 20    |
| Франциско Ромеро Аррибас | скит                   | 24    |

### Тяжёлая атлетика
Спортсменов — 1
| Спортсмен     | Весовая категория | Место |
| ------------- | ----------------- | ----- |
| Луис Коронадо | до 75 кг          | 28    |